# Японски енцефалит
Японски енцефалит (на английски: Japanese encephalitis) или Лятно-есенен енцефалит, Японски енцефалит В или Комарен енцефалит, е арбовирусна инфекция пренасяна от комари. Заболяването се характеризира с остра невроинфекция с тежко протичане и висока смъртност. Характеризира се с природна огнищност и лятно-есенна сезонност. Естествени резервоари на вируса в природата са домашни и диви животни и птици. Японският енцефалит е трансмисивна инфекция като предаването става с вектори комари от род Culex и Aedes. Причинява се от Japanese encephalitis virus, представител на семейство Flaviviridae. Заболяването е разпространено в Югоизточна Азия, предимно в Япония. Възникват големи епидемии, обхващащи десетки хиляди хора. Боледуват всички възрасти, но най-чувствителни са децата. Процентът на смъртност е много висок.

## Исторически сведения за заболяването
Първите епидемии от това заболяване са описани през 1871 и 1873 г. в Киото и Осака. През 1873 г. възниква сериозна епидемия с леталитет от 80%. През 1919 г. епидемията е регистрирана в Токио, Осака и други големи японски градове. През 1924 г. от японски енцефалит заболяват 6125 души като от тях умират 3798 (62%). През същата година заболяването е описано като отделно и наречено Японски енцефалит от Канеко и Инада. През 1934 г. Хаяши заразява лабораторни маймуни като инжектира суспензия от мозъчна тъкан на починал човек от това заболяване. През следващите две години вирусът е изолиран от болни след като преди това е препасиран през лабораторни мишки. През 1945 г. при епидемия сред американски войници на остров Окинава е изолиран вирус в комар от вида Culex tritaeniorhynchus. През 1938 г. заболяването е проучено и в Приморския край на Русия, Манджурия и Северна Корея.

## Разпространение
Заболяването е регистрирано основно в Япония, но се среща и на Корейския полуостров, Приморския край, Китай, Индия, страните от Индокитай, Малайския архипелаг, Тайван и Филипините. През 1998 г. заболяват и хора живеещи на островите в Торесовия проток и северен Куинсланд. Серологични изследвания откриват циркулация на вируса в птици и животни в някои региони на Африка (ДР Конго) и САЩ. Нозоареалът на заболяването е строго определен от ареала на разпространение на комарите преносители. Годишно заболяват между 30 – 50 хил. души, като процентът на смъртност варира от 0,3 до 60%.

## Етиология
Заболяването се причинява от РНК вирус, представител на семейство Flaviviridae, род Flavivirus. Вирусът е сходен с причинителите на западнонилската треска и енцефалит Сейнт Луи. Различават се два серологични подтипа: Накаяма, изолиран от мозъка на човек през 1938 г. в Япония и щам Джагар О1, изолиран от комар през 1959 г. Вирусът е неустойчив във външна среда, към физични и химични фактори. Термолабилен е и е чуствителен на действието на спирт, ацетон, етер и обикновени дезинфекционни средства.

## Епидемиология
В природните огнища резервоар и източник на вируса са различни видове гризачи и птици. Установено е, че той може да циркулира и при различни видове гамазови кърлежи, които пренасят вируса сред птиците. Други важни източници на зараза са прилепи, маймуни, а от домашните животни са коне, свине, овце, кози, зайци и котки. Смята се, че основен източник на инфекцията е свинята, която прекарва безсимптомна инфекция и домашната кокошка.
В междуепидемичните интервали вирусът се съхранява в комарите като в тях той преживява до 90 дни. Болните хора са също източник на зараза.
Предаването на вируса е трансмисивно с преносител комари. Контакт с болен човек не може да зарази здрав. Слюнката на комари от родовете Aedes и Culex е богата на вируси, които попадат в организма при ухапване. Размножаването на вируса в комарите и попадането му в слюнката на насекомите става при сравнително висока температура – 27 – 28 °C. Това му свойство определя и специфичното разпространение на болестта.
Възприемчивостта на хората към вируса е висока, но не е абсолютна. Заразяващата доза е голяма. Невъзприемчивостта на част от населението се дължи на прекарана скрита инфекция. Имунитетът след преболедуване е продължителен.

## Патогенеза
Вирусът попада в организма след ухапване от комар. По лимфен път се разпространява и се реплицира в ендодела на кръвоносните съдове. Следва повторна виремия, която се проявява с токсикоинфекциозен синдром. Оттук напада нервната система и други вътрешни органи. В главния и гръбначния мозък, както и техните обвивки се развиват дифузни серозно-хеморагични изменения.

## Клинични признаци
Инкубационният период е 4 – 14 дни. Започва внезапно с токсикоинфекциозен синдром – втрисане, повишаване на температурата до 40 – 41 °C, силно челно главоболие, болки по мускулите на цялото тяло и крайниците, болки в корема, гадене и повръщане. Склерите, конюнктивите, лигавиците и кожата по лицето са зачервени в резултат на кръвонапълване. Съзнанието се помрачава, променят се зеничните реакции, мускулният тонус е повишен. В разгара на болестта се появяват бълнуване, халюцинации и психомоторна възбуда. Към 3 – 4 ден мускулният тонус се повишава като болният заема принудително положение – на гръб или встрани с извърната назад глава и сгънати ръце и крака. Тонусът се разпространява по лицевата и тилната мускулатура. Появяват се парализи на лицевия нерв. Възможни са хиперкинезии на лицевите мускули и горните крайници, възникват и клонични и тонични гърчове. При дълбоко засягане възникват трайни парализи. При тежките случаи се появяват смущения в гълтането, дишането и сърдечно-съдовата система. През този период нерядко настъпва и летален изход.
При аускултация на белия дроб се чуват хрипове, пулсът е учестен до 140 удара в минута, кръвното налягане се повишава.
След преболедуване се развива траен имунитет.

## Патологоанатомични изменения
Открива се оток на менингите и мозъчната тъкан, разширени и кръвонапълнени артерии и вени, кръвоизливи в меката мозъчна обвивка и мозъчната тъкан. В областта на зрителните хълмове и стриалните образувания се откриват размеквания и хеморагии. Вътрешните органи са също с кръвонапълнени съдове. Срещат се точковидни кръвоизливи по серозите и лигавиците им. Сърцето, черният дроб и бъбреците са с паренхимна дистрофия. Белите дробове са пневмонични.

## Диагноза
Диагнозата се основава на данните от епизоотологичното проучване, клиничните признаци, данни от лабораторните изследвания и диференциалната диагноза. Характерно е острото начало, ранните психични разстройства и многообразната неврологична симптоматика. От значение е лятната и есенната сезонност на проявяване и ендемичност на проявяване.

### Лабораторна диагноза
Изолирането на вируса става чрез инокулиране на новородени бели мишки, клетъчни култури или кокоши ембриони. Идентификацията му става чрез вируснеутрализираща, комплементсвързваща реакция и реакция за задържане на хемаглутинацията. Използва се и PCR при изследване на ликвор.
От серологичните реакции се използват методите ELISA, реакция за задържане на хемаглутинацията и вируснеутрализираща реакция.

### Диференциална диагноза
Нужно е да се вземат предвид други вирусни менингити и менингоецефалити. Полиомиелит.

## Лечение
Разработена е имунотерапия, чрез въвеждане на специфичен гама-глобулин няколко пъти дневно за около 4 дни. Провежда се патогенетично и симптоматично лечение сходно с това при другите арбовирусни енцефалити. Използват се сърдечно-съдови средства, витамини, особено тези от В-групата и дехидратиращи средства с цел ограничаване на отока на мозъчната тъкан.

## Профилактика
Ефективни мерки за предпазване от заболяването е борбата с комарите, замрежване на прозорците, ползване на подходящо облекло при работа на открито, употреба на репеленти, контрол на резервоарите на инфекцията.
Разработени са различни видове ваксина за специфична имунопрофилактика. Прилага се подкожно два пъти през 14 дни на лица живеещи в ендемични райони преди да е настъпил летежа на комарите.